# 瓶窑区
瓶窑区，是中国浙江省原余杭县(今杭州市余杭区)的一个县辖区，1992年撤销。瓶窑区总人口109000(1987年末)。政府驻瓶窑镇新窑村。

## 建制沿革
瓶窑区辖3镇7乡，分别为瓶窑镇、长命乡、双溪乡、太平乡、黄湖镇、鸬鸟镇、百丈乡、潘板桥镇、彭公乡、北湖乡。